# Eurytoma stepicola
Eurytoma stepicola är en stekelart som beskrevs av Zerova 1978. Eurytoma stepicola ingår i släktet Eurytoma och familjen kragglanssteklar.
Artens utbredningsområde är Ukraina. Inga underarter finns listade i Catalogue of Life.